# Liste des cours d'eau de l'Équateur

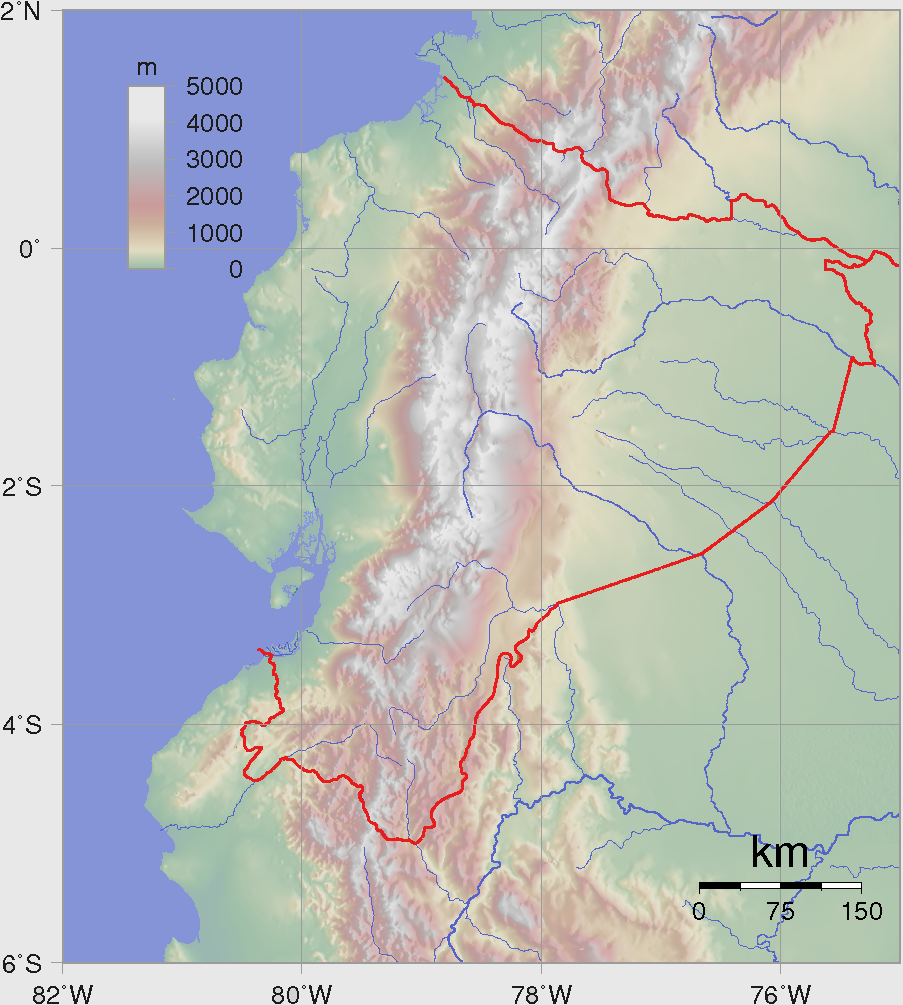
Carte des cours d'eau d'Équateur.

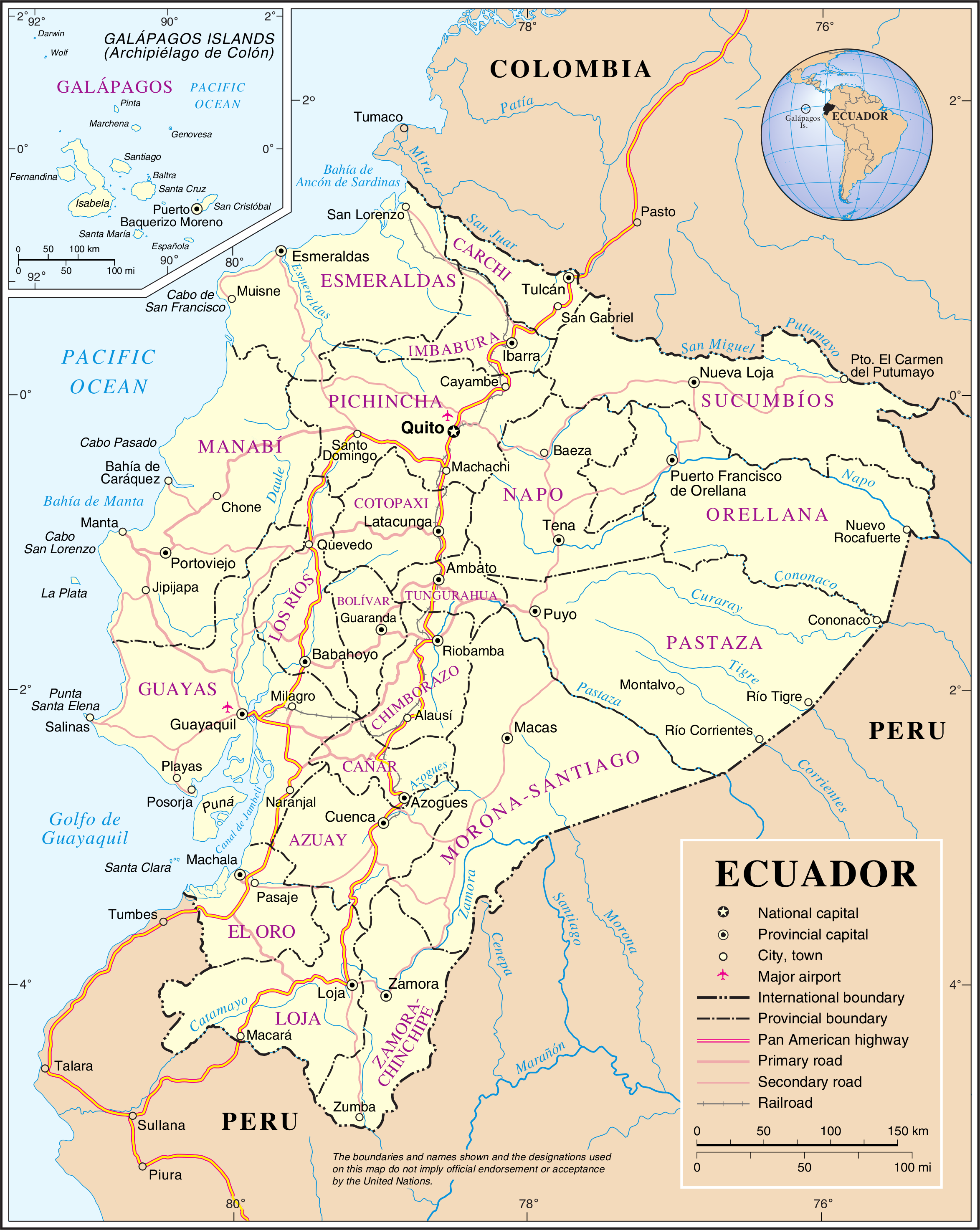
Carte administrative de l'Équateur.

Cet article présente une liste des cours d'eau d'Équateur.

## Bassin de l'Amazone
- Río Putumayo, 1 930 km
  - Río San Miguel, 240 km
  - Río Güeppí
- Río Napo, 1 480 km
  - Río Jatunyacu
  - Río Misahuallí
  - Río Curaray, 1 480 km
  - Río Aguarico 500 km
  - Río Yasuní
  - Río Tiputini
  - Río Coca (es)
  - Río Payamino (es)
- Río Marañón (Pérou)
  - Río Tigre, 940 km
  - Río Pastaza, 740 km
  - Río Morona, 530 km
  - Río Santiago, 500 km
  - Río Cenepa
  - Río Chinchipe

## Bassin du Pacifique
- Río Patía (Colombie)
  - Río Guáitara
- Río Mira, ~250 km
  - Río San Juan
  - Río Mataje
- Río Santiago
  - Río Huimbi
  - Río Negro
  - Río Rumiyacu
  - Río Cayapas
- Río Verde
  - Río Chontaduro
  - Río Meribe
- Río Esmeraldas (es)
  - Río Viche
  - Río Gayllabamba
  - Río Quinindé
- Río Chone
- Río Guayas, 689 km
  - Río Daule (es)
  - Río Babahoyo
- Río Jubones (es)